# IV号突撃砲
IV号突撃砲（よんごうとつげきほう、独：Sturmgeschütz IV）は、第二次世界大戦中にドイツで開発された突撃砲である。制式番号は Sd.Kfz.167。日本では略称として四突とも呼ばれる。

## 開発

### 開発初期
本車についての最初の記録は、1943年2月に設計されたクルップ社の設計番号W1468である。これはIV号戦車の車体にIII号突撃砲F型の上部構造を合わせ、傾斜した前面装甲を付ける設計だったが、戦闘重量が28.26トンとなりIV号戦車の車台では無理と判断され、この計画は放棄された。

### IV号駆逐戦車の開発
1943年8月19-20日の会議で前月のクルスクの戦いの報告を読んだヒトラー総統は、突撃砲は敵戦車に包囲されない限り、当時の主力戦車であったIV号戦車よりも優れた戦闘力を持つと確信した。彼はIV号戦車駆逐車（Panzerjäger IV）の開発を命じ、同年10月20日にフォーマーク社の試作車が完成した。これはIV号戦車の車体に戦闘室を設け、この内部にパンター戦車の7.5cm L/70砲を搭載するものであった。しかし長砲身（70口径）の7.5cm L/70砲はパンターの主砲として利用されていたため、試作車（O型）はIV号戦車と同じ砲身長（48口径）の7.5cm L/48砲を搭載していた。
ヒトラーはIV号戦車の生産を戦車駆逐車に切り替えることを計画、名前もIV号駆逐戦車（Jagdpanzer IV）に変更した。1943年11月、III号突撃砲を生産していたアルケット社の工場が爆撃され、生産がほぼ中断された。10月のアルケット社の生産量は255輌、12月には24輌に低下、計画中のIV号駆逐戦車の大量生産にはまだ数ヶ月を要し、すぐにIII号突撃砲の代わりが必要であった。

### 二度目の開発
代案として再びIV号戦車の車体を利用した突撃砲の生産が企画された。1943年12月6-7日の会議で、ヒトラーはこれに賛成した。最初の設計で目指された前面傾斜装甲は諦めることにして、IV号戦車の車台にIII号突撃砲G型の上部構造を取り付けたIV号突撃砲が開発された。ただしIV号戦車の車体の長さはIII号戦車シャーシのそれよりも長いため、操縦手席は前方に突出し、専用の乗降ハッチとペリスコープが設置された。本車はIII号突撃砲より大きく見えるが、重さは23,000kgでIII号突撃砲の23,900kgより1トン近く軽かった。
IV号戦車の車台もIII号突撃砲の上部構造も既製部品の流用であり、IV号駆逐戦車のように生産ラインの治具を変更し生産を遅らせることもなかった。そして当時、突撃砲の生産に係わらずIV号戦車を生産していたクルップ社が、これを生産することとなった。12月16-17日には早くもIV号突撃砲の生産型が完成し、ヒトラーの謁見を受けた。そして2ヶ月の間、低下した突撃砲の生産数を回復するため、IV号突撃砲の生産に集中することが決定された。本車は1943年末から30輌がダイムラー・ベンツ社のマリーエンフェルデ工場で、続いてクルップ・グルゾンヴェルク社により1945年4月までに1,111輌が生産された。IV号突撃砲の登場により、それまで単に突撃砲とよばれていた物はIII号突撃砲と呼ばれるようになった。本車の乗員は4名で、III号突撃砲やIV号戦車の車体の改良に合わせて細部の異なるバリエーションがある。
同時期のIV号駆逐戦車（Pak39/L48搭載型）に比べ、本車は火力は同等ながら防御力では劣っていた。しかし主砲の搭載位置と前面装甲の面積の関係で、ノーズヘビー傾向の強かったIV号駆逐戦車より重量バランスが良く、機動性と操縦性では勝っていた。III号突撃砲の生産数には遙かに及ばなかったが、ドイツにとって戦闘車輌が最も必要だった1944年から、III号突撃砲と共に終戦まで戦った。

## 部隊配備
IV号突撃砲の部隊配備は1944年初め頃から始まったとされ、主にIII号突撃砲の補充用として既存の突撃砲大隊および武装SSの突撃砲中隊、歩兵師団・猟兵師団・山岳師団内の戦車猟兵中隊、国民擲弾兵師団内の突撃砲大隊および戦車猟兵中隊に配備された。一部はIV号戦車の代替として戦車大隊に配備されることもあった。